# François Morel (acteur)
Pour les articles homonymes, voir François Morel et Morel.
François Morel, né le 10 juin 1959 à Flers (Orne), est un acteur, metteur en scène, humoriste, essayiste, chanteur et chroniqueur de radio français.

## Biographie

### Débuts & enfance
Né à Flers, François Morel est le cadet des trois enfants de Suzanne Vivier, sténodactylographe, et Louis Morel, employé à la SNCF et militant CGT. Il passe son enfance dans le bourg de Saint-Georges-des-Groseillers, attenant à Flers. Élève timide mais appliqué du collège catholique Sainte-Marie, il trouve sa vocation en prenant des cours de théâtre à l'Albatros, la maison des jeunes et de la culture (MJC). Il obtient une maîtrise de lettres modernes à l'université de Caen, puis, en 1981, se rend à Paris, où il intègre l'école de théâtre de la rue Blanche, tandis que sa compagne et future épouse, Christine Patry, elle aussi originaire de Flers, entre à l'École nationale supérieure d'arts de Paris-Cergy.

### Carrière
C'est Jean-Michel Ribes qui fait le premier appel à François Morel en lui confiant en 1988 le rôle du groom dans sa série télévisée Palace. L'année suivante, il intègre la troupe de Jérôme Deschamps et Macha Makeïeff : Les Deschiens.
La notoriété lui vient en 1993, lorsque l'univers de Makeïeff et Deschamps est transposé au petit écran dans une série intitulée Les Deschiens, diffusée quotidiennement sur Canal+ dans le cadre de l'émission Nulle part ailleurs.
À la fin de 2006, François Morel entame une carrière de chanteur avec son spectacle Collection particulière. À cette occasion, il enregistre un album du même nom, dont la sortie est suivie d’une tournée s’étalant jusqu’en 2007. Les textes de ses chansons, composées par lui-même, sont mis en musique, pour la plupart, par Reinhardt Wagner, mais également par Juliette et Vincent Delerm (parution le 20 novembre 2006). Il a écrit également des chansons pour Francesca Solleville, Anne Baquet, Norah Krief, Juliette, Maurane, Nathalie Miravette, Juliette Gréco.
Il prête également sa voix au personnage de Rantanplan dans les courts-métrages qui montrent les mésaventures du « chien le plus bête de l'Ouest ». À cette occasion, il a interprété en 2007 les paroles d'une chanson de rap, dans un clip diffusé en salle avant le film d'animation Tous à l'Ouest,.
Pour le film Le Chat du rabbin, il prête sa voix au personnage principal, le chat du rabbin Sfar.
Depuis septembre 2009, il est chroniqueur sur France Inter, chaque vendredi matin dans l'émission Le Six neuf du week-end, sur laquelle il met sa verve poétique au service de l'humour et des causes sociales ou sociétales qui le touchent. « Faux naïf au physique de guichetier », ses billets d'humeur révèlent un humour tantôt absurde, tantôt mordant selon Libération, consensuel et « progressiste raisonnable » selon Télérama.
Il joue le rôle de Monsieur Jourdain dans Le Bourgeois gentilhomme, comédie-ballet de Molière et Jean-Baptiste Lully, création du Centre national de création d'Orléans (CADO), d'octobre à décembre 2011 à Orléans, puis à Paris début 2012.
En 2017, François Morel met en scène, au théâtre Armande-Béjart à Asnières-sur-Seine, un spectacle intitulé « Georges et moi », dans lequel le chanteur Alexis HK fait revivre la pensée et le répertoire de Georges Brassens.
L'année suivante, dans la deuxième saison de la série télévisée Baron noir, il joue le rôle de Michel Vidal, fondateur et dirigeant d'un mouvement de gauche radicale, « Debout le peuple », qui n'est pas sans rappeler La France insoumise de Jean-Luc Mélenchon.

## Écrits inspirés par les peintures de Martin Jarrie
En 2010, le peintre illustrateur Martin Jarrie ayant réalisé « quarante-huit peintures de fleurs », son éditrice, Valérie Cussaguet, et lui se mettent en quête d'un auteur auquel ces créations pourraient donner l'« envie d'un texte qui évoque des souvenirs liés aux fleurs ». Une amie les oriente vers François Morel, lequel vient voir les peintures dans l'atelier de l'artiste et quelque temps après lui propose ses textes. De cette collaboration naît l'ouvrage Hyacinthe et Rose, publié en 2010 par les éditions Thierry Magnier. Martin Jarrie indiquera en 2012 que François Morel « a tout de suite trouvé un ton très personnel en harmonie avec mes peintures. (...) Le « mariage » entre les peintures et le texte est, je trouve, très réussi et me donne envie de renouveler l'expérience. »

## Filmographie

### Acteur

#### Cinéma
- 1993 : Une journée chez ma mère de Dominique Cheminal : l'ambulancier
- 1994 : Grosse Fatigue de Michel Blanc : l'adjoint
- 1994 : Tombés du ciel de Philippe Lioret : CRS
- 1995 : Le Libraire de l'ambigu (court-métrage) de Joachim Lombard
- 1995 : Plaisir d'offrir (court-métrage) de Marc-Henri Dufresne et François Morel
- 1995 : Les Anges gardiens de Jean-Marie Poiré : le steward
- 1995 : Le bonheur est dans le pré d'Étienne Chatiliez : Pouillaud
- 1996 : Beaumarchais, l'insolent d'Édouard Molinaro : le paysan
- 1996 : Fallait pas !... de Gérard Jugnot : Sébastien
- 1997 : Messieurs les enfants de Pierre Boutron : Pierre Laforgue
- 1997 : Black Dju de Pol Cruchten : Gérard
- 1997 : Alliance cherche doigt de Jean-Pierre Mocky : Jean Morlaud
- 1997 : Violetta, la reine de la moto de Guy Jacques : Fred
- 1997 : Le Gône du Chaâba de Christophe Ruggia : M. Grand
- 1997 : Ça reste entre nous de Martin Lamotte : Maurice
- 1998 : La Mort du Chinois de Jean-Louis Benoît : Thierry Berges
- 1998 : Que la lumière soit ! d'Arthur Joffé : Dieu le fossoyeur
- 1998 : Le Voyage à Paris de Marc-Henri Dufresne : Jacques Dubosc
- 1998 : Les Migrations de Vladimir de Milka Assaf : Victor Lalumière
- 1998 : Tout baigne ! d'Éric Civanyan : Jacques
- 1999 : Un Noël de chien (court-métrage) de Nadine Monfils
- 1999 : La Guerre dans le Haut Pays de Francis Reusser : Devenoge
- 2000 : Les Acteurs de Bertrand Blier : l'homme à l'autographe
- 2002 : Ah ! si j'étais riche, de Michel Munz et Gérard Bitton : Jean-Phil
- 2002 : Au sud des nuages de Jean-François Amiguet : Roger
- 2002 : Une employée modèle de Jacques Otmezguine : le commissaire Bovary
- 2003 : Un couple épatant de Lucas Belvaux : Alain Costes
- 2003 : Après la vie de Lucas Belvaux : Alain Costes
- 2004 : Au secours, j'ai 30 ans ! de Marie-Anne Chazel : Thomas
- 2005 : L'Antidote de Vincent de Brus : Lebrochet
- 2005 : Ze Film de Guy Jacques : Legros
- 2006 : L'Entente cordiale de Vincent de Brus : Elliot de Saint-Hilaire
- 2006 : Le Grand Appartement de Pascal Thomas : l'automobiliste
- 2006 : Le Lièvre de Vatanen de Marc Rivière : le pasteur
- 2007 : L'Heure zéro de Pascal Thomas : Martin Bataille
- 2008 : Fool Moon de Jérôme L'Hotsky : Yannick
- 2008 : Faubourg 36 de Christophe Barratier : Célestin
- 2008 : Musée haut, musée bas de Jean-Michel Ribes : Hervé Parking
- 2010 : Gainsbourg, vie héroïque de Joann Sfar : le directeur de l'internat
- 2011 : Ni à vendre ni à louer de Pascal Rabaté : le père de famille à la tente
- 2011 : HH, Hitler à Hollywood de Frédéric Sojcher : lui-même
- 2011 : La Nouvelle Guerre des boutons de Christophe Barratier : le père Bacaillé
- 2012 : Le Grand Retournement de Gérard Mordillat : le premier Conseiller
- 2012 : Mais qui a re-tué Pamela Rose ? d'Olivier Baroux et Kad Merad : l'entrepreneur des tunnels
- 2013 : Les Profs de Pierre-François Martin-Laval : l'inspecteur adjoint
- 2013 : À coup sûr de Delphine de Vigan : Docteur Gipch
- 2014 : Brèves de comptoir de Jean-Michel Ribes : Pivert
- 2014 : Tu veux ou tu veux pas de Tonie Marshall : Alain
- 2014 : Valentin Valentin de Pascal Thomas : Roger
- 2015 : L'Élan d'Étienne Labroue : le garagiste
- 2015 : Une famille à louer de Jean-Pierre Améris : Léon
- 2015 : Je veux être actrice de Frédéric Sojcher : lui-même
- 2016 : Sur quel pied danser de Paul Calori et Kostia Testut : Félicien Couture
- 2018 : La Monnaie de leur pièce d'Anne Le Ny : voix du narrateur
- 2019 : À cause des filles?... de Pascal Thomas : Jules
- 2020 : Le Discours de Laurent Tirard : le père
- 2020 : Les Sans-dents de Pascal Rabaté : le chef de la police
- 2021 : Kaamelott : Premier Volet d'Alexandre Astier : Belt
- 2021 : Pourris gâtés de Nicolas Cuche : Ferrucio
- 2021 : Le Trésor du Petit Nicolas de Julien Rappeneau : Blédurt
- 2022 : Les Goûts et les Couleurs de Michel Leclerc : Jean-Pierre Michel
- 2022 : Félix et moi de Luc Benito (moyen métrage)
- 2022 : Juste ciel ! de Laurent Tirard : Monsieur Pierre
- 2022 : La Grande Magie de Noémie Lvovsky : Gabriel
- 2023 : Comme une louve de Caroline Glorion : le juge
- 2023 : La Fiancée du poète de Yolande Moreau : Pierre
- 2023 : Première Affaire de Victoria Musiedlak : Edouard Saint-Brieuc
- 2024 : Finalement de Claude Lelouch : L'éleveur normand
- 2024 : Pan to Mime de Michel Zumpf
- 2026 : Mauvaise pioche de Gérard Jugnot

#### Télévision
- 1988 : Palace (série télévisée) de Jean-Michel Ribes : Alfred, le groom
- 1989 : Le Train de Vienne de Caroline Huppert
- 1993 : Une femme pour moi d'Arnaud Sélignac : le barman
- 1994 : L'Homme empaillé de Philippe Venault
- 1994-1996 : Les Deschiens de Jérôme Deschamps et Macha Makeïeff
- 1994 : Les Cinq Dernières Minutes (3e série, épisode 1)
- 1995 : Attention fragile de Manuel Poirier : le père d'Alice
- 1995 : Lulu roi de France de Bernard Uzan : Jambu
- 1996 : Le Rêve d'Esther de Jacques Otmezguine : le curé
- 2000 : Julien l'apprenti de Jacques Otmezguine : Doinot
- 2001 : Les P'tits Gars Ladouceur de Luc Béraud : le principal
- 2002 : Le Divin Enfant de Stéphane Clavier : le père Lafleur
- 2002 : Tous les chagrins se ressemblent de Luc Béraud : Alain
- 2002 : Chut ! de Philippe Setbon : le psy
- 2003 : Caméra Café (1 épisode)
- 2003 : Kelif et Deutsch à la recherche d'un emploi (1 épisode)
- 2004 : Nos vies rêvées de Fabrice Cazeneuve : Gilbert Tassin
- 2004 : Nature contre nature de Lucas Belvaux : Bertrand Crémieux
- 2005 : Cyrano de Ménilmontant de Marc Angelo : Pierre-Jean
- 2005 : Vénus et Apollon (1 épisode)
- 2006 : Le Cri (mini-série) d’Hervé Baslé : Ferrari
- 2007 : Chez Maupassant (épisode Hautot père et fils) de Marc Rivière : Morandu
- 2009 : L'Affaire Salengro d'Yves Boisset : Henri
- 2009 : Kaamelott (2 épisodes) : Belt
- 2010 : Les Vivants et les Morts (mini-série) de Gérard Mordillat : Lamy
- 2010 : À dix minutes de la plage de Stéphane Kappes : M. Dubois
- 2010 : Le Pigeon de Lorenzo Gabriele : Jean-Claude Jourdain
- 2011 : Gérald K. Gérald d'Élisabeth Rappeneau : Gérald
- 2011 : La Pire Semaine de ma vie de Frédéric Auburtin : Tournier
- 2011 : Le Grand Restaurant II de Gérard Pullicino : l'homme au vestiaire
- 2012 : Fais pas ci, fais pas ça (saison 5) : M. Ballud
- 2012 : Scènes de ménages : ce soir, ils reçoivent de Francis Duquet : le maire
- 2014 : À livre ouvert (série télévisée) de Stéphanie Chuat et Véronique Reymond : Édouard Balser
- 2015 : Peplum de Philippe Lefebvre : Père Jonathan
- 2016 : Monsieur Paul d'Olivier Schatzky : Paul Touvier
- 2016-2017 : Tu mourras moins bête (série animée) : Le Professeur Moustache
- 2018-2020 : Baron noir (saisons 2 et 3) de Ziad Doueiri : Michel Vidal
- 2018 : Qu'est-ce qu'on attend pour être heureux ? série d'Anne Giafferi : Michel
- 2018 : Mélancolie ouvrière de Gérard Mordillat : Émile Morel
- 2018 : Les Impatientes (mini-série) de Jean-Marc Brondolo : Juge Villedieu
- 2019 : Catherine et Liliane d'Alex Lutz et Bruno Sanches : sœur de Liliane
- 2019 : Planète bleue (documentaire) : narration
- 2021 : Atelier Vania, adaptation filmée de la pièce Oncle Vania par Jacques Weber : Vania
- 2021 : Atelier Cyrano, adaptation filmée de la pièce Cyrano de Bergerac par Jacques Weber : Cyrano
- 2021 : Les Bois maudits de Jean-Marc Rudnicki : Père Mollaret

#### Web-séries
- 2017 : Loulou, épisode 2 Les Parents : le père de Loulou

### Réalisation

#### Court métrage
- 1994 : Les Pieds sous la table avec Marc-Henri Dufresne
- 1995 : Plaisir d'offrir avec Marc-Henri Dufresne

### Création de voix
- 2006 : Rantanplan de Hugo Gittard : Rantanplan (série d'animation)
- 2007 : Tous à l'Ouest de Olivier Jean-Marie : Rantanplan (film d'animation)
- 2009 : Les Dalton d'Olivier Jean-Marie : Rantanplan  (série d'animation)
- 2011 : Le Chat du Rabbin de Joann Sfar et Antoine Delesvaux : le chat (film d'animation)
- 2014 : Tante Hilda ! de Jacques-Rémy Girerd : Ike (film d'animation)
- 2014 : Mortal Breakup Inferno, un projet Gobelins : le pêcheur  (court métrage d'animation)
- 2014 : Astérix : Le Domaine des dieux d'Alexandre Astier : Ordralfabétix (film d'animation)
- 2015 : Silex and the City de Jul : Molière et un prédicateur mormon  (série d'animation)
- 2016 : Tu mourras moins bête... de Marion Montaigne et Amandine Fredon : Professeur Moustache  (série d'animation)
- 2018 : Astérix : Le Secret de la potion magique d'Alexandre Astier : Ordralfabétix (film d'animation)
- 2019 : À la mode de Jean Lecointre : le narrateur (court-métrage d'animation)
- 2020 : Josep de Aurel : Robert (film d'animation)
- 2021 : Les Damnés de la Commune de Raphaël Meyssan : Général Brunet (documentaire d'animation)
- 2022 : Les Voisins de mes voisins sont mes voisins de Anne-Laure Daffis et Léo Marchand (film d'animation)
- 2023 : « Le Petit Prince », naissance d'une étoile de Vincent Nguyen : Antoine de Saint-Exupery (documentaire d'animation)

## Théâtre

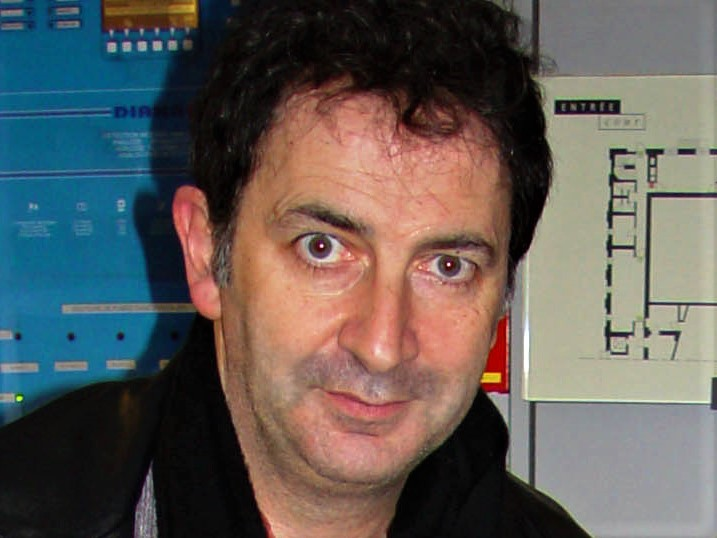
François Morel au théatre de Namur en 2008

- 1984 : Naïves Hirondelles de Roland Dubillard, mise en scène Marcel Bozonnet, Festival d’Avignon
- 1986 : Napoléon spectacle musical de Serge Lama, mise en scène Jacques Rosny, théâtre Marigny
- 1989 : La Station Champbaudet d'Eugène Labiche, mise en scène Jean Bouchaud, théâtre de Boulogne-Billancourt
- 1989 : Lapin chasseur spectacle de Jérôme Deschamps et Macha Makeïeff, créé en juin 1989, théâtre national de Chaillot, Grande halle de la Villette
- 1990 : Les Frères Zenith spectacle de Jérôme Deschamps et Macha Makeïeff, créé en 1990, théâtre municipal de Sète, théâtre national de Chaillot
- 1992 : Les Pieds dans l'eau, mise en scène Jérôme Deschamps et Macha Makeïeff, créé en mars 1992, théâtre de Nîmes, grande halle de la Villette
- 1993 : Les Brigands de Jacques Offenbach, mise en scène Jérôme Deschamps et Macha Makeïeff, Opéra Bastille
- 1994 : C'est magnifique spectacle de Jérôme Deschamps et Macha Makeïeff, créé en mai 1994, Théâtre de Nîmes, Théâtre du Chatelet
- 1997 : Les Précieuses ridicules de Molière, spectacle de Jérôme Deschamps et Macha Makeïeff, créé en avril 1997, Théâtre national de Bretagne, Odéon-Théâtre de l'Europe
- 2000 : Les Habits du dimanche spectacle de François Morel, mise en scène Michel Cerda, Le Cratère Alès, Théâtre 71 Théâtre de la Criée
- 2001 : Les Habits du dimanche spectacle de François Morel, mise en scène Michel Cerda, Théâtre de la Renaissance
- 2003 : Feydeau c'est fou ! : Mais n'te promène donc pas toute nue ! et Feu la mère de madame de Georges Feydeau, mise en scène François Tilly, La Coursive
- 2004 : Le Jardin aux betteraves de Roland Dubillard, mise en scène Jean-Michel Ribes, Théâtre du Rond-Point, Théâtre national de Nice, La Criée, tournée
- 2004 : Feydeau c'est fou ! : Mais n'te promène donc pas toute nue ! et Feu la mère de madame de Georges Feydeau, mise en scène François Tilly, Théâtre de la Porte-Saint-Martin
- 2006 : Collection particulière de François Morel, mise en scène François Morel et Jean-Michel Ribes, Théâtre du Rond-Point
- 2006 : Bien des Choses spectacle écrit et mise en scène François Morel
- 2007 : Collection particulière de François Morel, mise en scène François Morel et Jean-Michel Ribes, Théâtre du Rond-Point
- 2007 : Les Diablogues de Roland Dubillard, mise en scène Anne Bourgeois, Théâtre du Rond-Point
- 2008 : Bien des Choses spectacle écrit et mise en scène François Morel, Théâtre du Rond-Point
- 2008 : Les Diablogues de Roland Dubillard, mise en scène Anne Bourgeois, Théâtre du Rond-Point
- 2008 : Les Compliments de et avec François Morel, mise en scène Benjamin Guillard, Théâtre de La Ciotat
- 2009 : La Nuit Satie, mise en scène Benjamin Guillard, Conservatoire de musique puis tournée avec notamment le pianiste Alexandre Tharaud
- 2009 : Bien des Choses spectacle écrit et mise en scène François Morel, Pépinière Théâtre
- 2010 : Le Soir, des lions... de François Morel, mise en scène Juliette, Théâtre du Rond-Point
- 2011 : Instants critiques, un spectacle de François Morel, coécrit par François Morel et Olivier Broche, à partir des échanges entre Jean-Louis Bory et Georges Charensol lors des émissions Le Masque et la Plume sur France Inter
- 2011 : Le Soir, des lions... de François Morel, mise en scène Juliette, Théâtre de la Porte-Saint-Martin, Théâtre de la Commune
- 2011 : Le Bourgeois gentilhomme de Molière, mise en scène Catherine Hiegel, CADO
- 2012 : Le Bourgeois gentilhomme de Molière, mise en scène Catherine Hiegel, Théâtre de la Porte-Saint-Martin, tournée
- 2012 : À ma troisième robe de Thierry Illouz, Théâtre du Rond-Point
- 2013 : Bien des Choses, Hyacinthe et Rose, spectacles écrits et mis en scène par François Morel, Pépinière Théâtre
- 2013 à 2017 : Hyacinthe et Rose[12],[13] de François Morel, Théâtre de l'Atelier, et tournées
- 2013-2016 : La fin du monde est pour dimanche de François Morel, mise en scène Benjamin Guillard, Pépinière Théâtre et tournée
- 2017 : 1988, le débat Mitterrand-Chirac, avec Jacques Weber, théâtre de l'Atelier
- 2016 à 2017 : La vie ( titre provisoire) mis en scène Juliette
- 2018-2019 : J'ai des doutes  de et avec  François Morel, textes Raymond Devos, Musique : Antoine Sahler, Théâtre du Rond-Point, tournée.
- 2024 : « Art » de Yasmina Reza, mise en scène François Morel, Théâtre Jean-Vilar (Suresnes)

### Opéra bouffe
- 1991 : Les Brigands, opéra bouffe, musique Jacques Offenbach, mise en scène Jérôme Deschamps

## Discographie
- 1995 :
  - Pierre et le Loup, récitant (avec Olivier Saladin), texte revu, direction Dominique Debart
  - C'est mieux que rien, CD France Inter
- 2006 : 
  - Collection particulière, album studio reprenant les titres du spectacle du même nom
  - Monsieur Satie, l'homme qui avait un petit piano dans la tête : fantaisie pour comédien et pianiste, texte Carl Norac ; illustrations Élodie Nouhen ; Érik Satie, comp. ; récitant François Morel, Didier jeunesse - livre-disque
- Prix de l'ADAMI 2006 et Prix de l'Académie Charles-Cros[14] 2006.
- 2010 : Le Soir, des lions...
- 2013 : 
  - François est invité sur un titre du livre-album Le Grand Bazar (paru en avril 2013) du groupe de rock français Weepers Circus.
  - Olive et moi (Olivier Costes) (ill. Arnaud Boutin, raconté par François Morel), Allô docteur Ludo, Actes Sud Junior, 48 p., livre-CD[15]
  - De l'autre côté d'la lune en duo avec Nicolas Peyrac sur son album Et nous voilà !
  - Indignez-vous ! de Stéphane Hessel, lu par François Morel
- 2014 : Pierre et le loup, récitant, direction Daniele Gatti
- 2016 :
  - La vie (titre provisoire)
  - La colonie des optimistes, récitant, d'Antoine Sahler, Actes Sud Junior
  - Brassens sur paroles, disque de reprises
- 2017 :
  - Au café du canal, disque de reprises de Pierre Perret à l'initiative de Les Ogres de Barback. Reprise de Ma p'tite Julia avec Pierre Perret et Lionel Suarez et Le zizi avec Didier Wampas et Lionel Suarez
  - La vie (titre provisoire) incluant Le grand livre du spectacle
  - Salvador a 100 ans, disque de reprises
  - Les contes de la rue Broca, Pierre Gripari, Écoutez Lire, Gallimard
- 2019 : Monsieur Mozart ou le cadeau des étoiles[16], texte de Carl Norac ; raconté par François Morel; illustrations de Marie Dorléans, réalisation artistique Marc Dumont, Didier Jeunesse - Livre-CD
- 2020 : Tous les marins sont des chanteurs[17], chansons d'Yves-Marie Le Guilvinec, marin disparu en mer en 1900 peut-être fictif[18], adaptées et réarrangées par François Morel, Gérard Mordillat et Antoine Sahler, musique d'Antoine Sahler
- 2021 : 
  - Chantons sous la lune de Astrid Desbordes et Marc Boutavant, livre musical, chansons écrites et composées par Lisa Cat-Berro, raconté par François Morel
  - Brassens dans le texte, album de reprises lues et chantées par François Morel et Yolande Moreau
  - Le Petit Poucet, Gallimard Jeunesse, raconté par François Morel.
- 2023 : Les contes bleus du chat perché, Marcel Aymé, enregistré par le soutien du CNL, « Écoutez Lire  », Gallimard, 4h22.

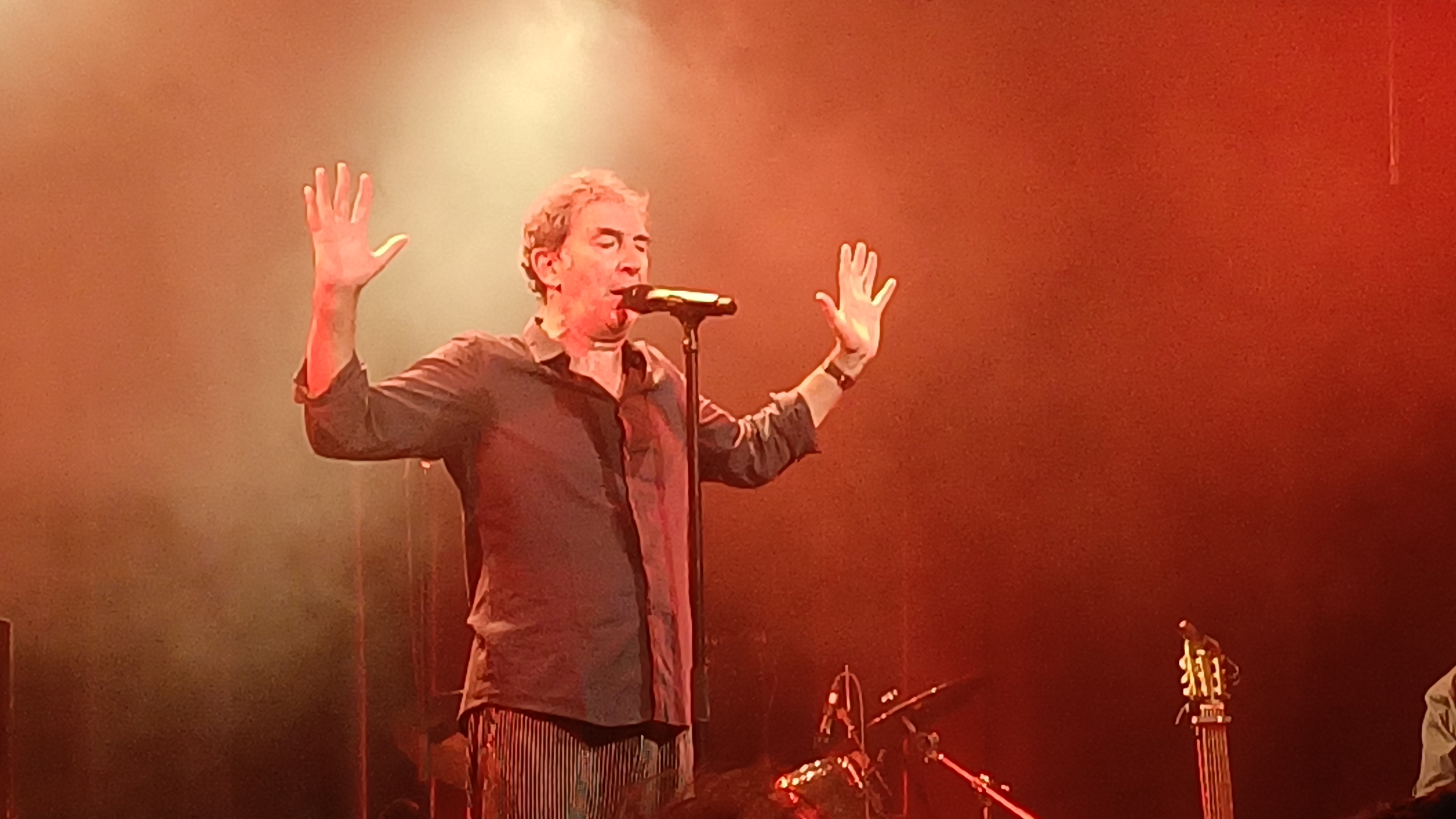
François Morel en concert à Montreuil le 14 Septembre 2022.

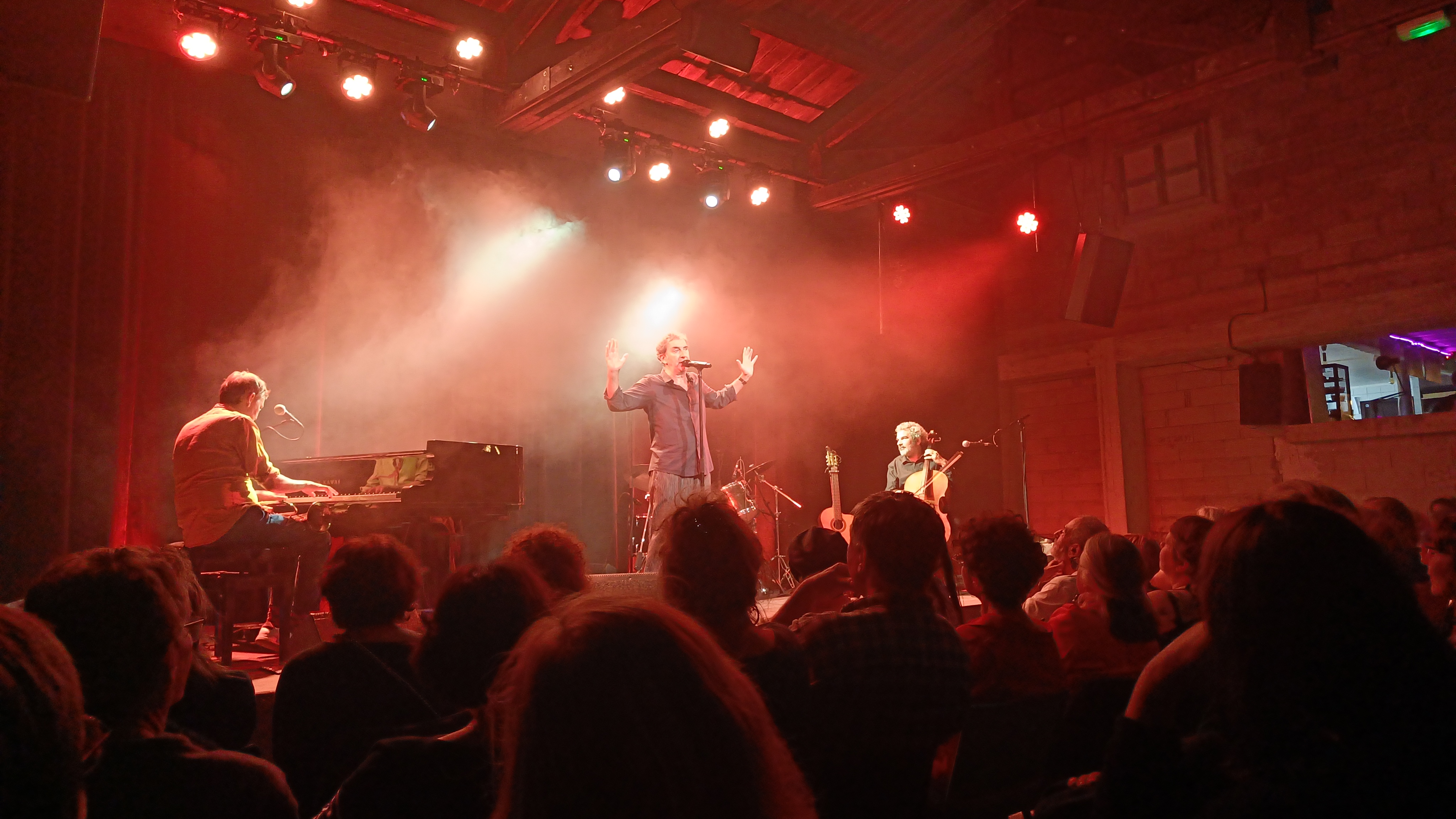
François Morel en concert à Montreuil le 14 Septembre 2022

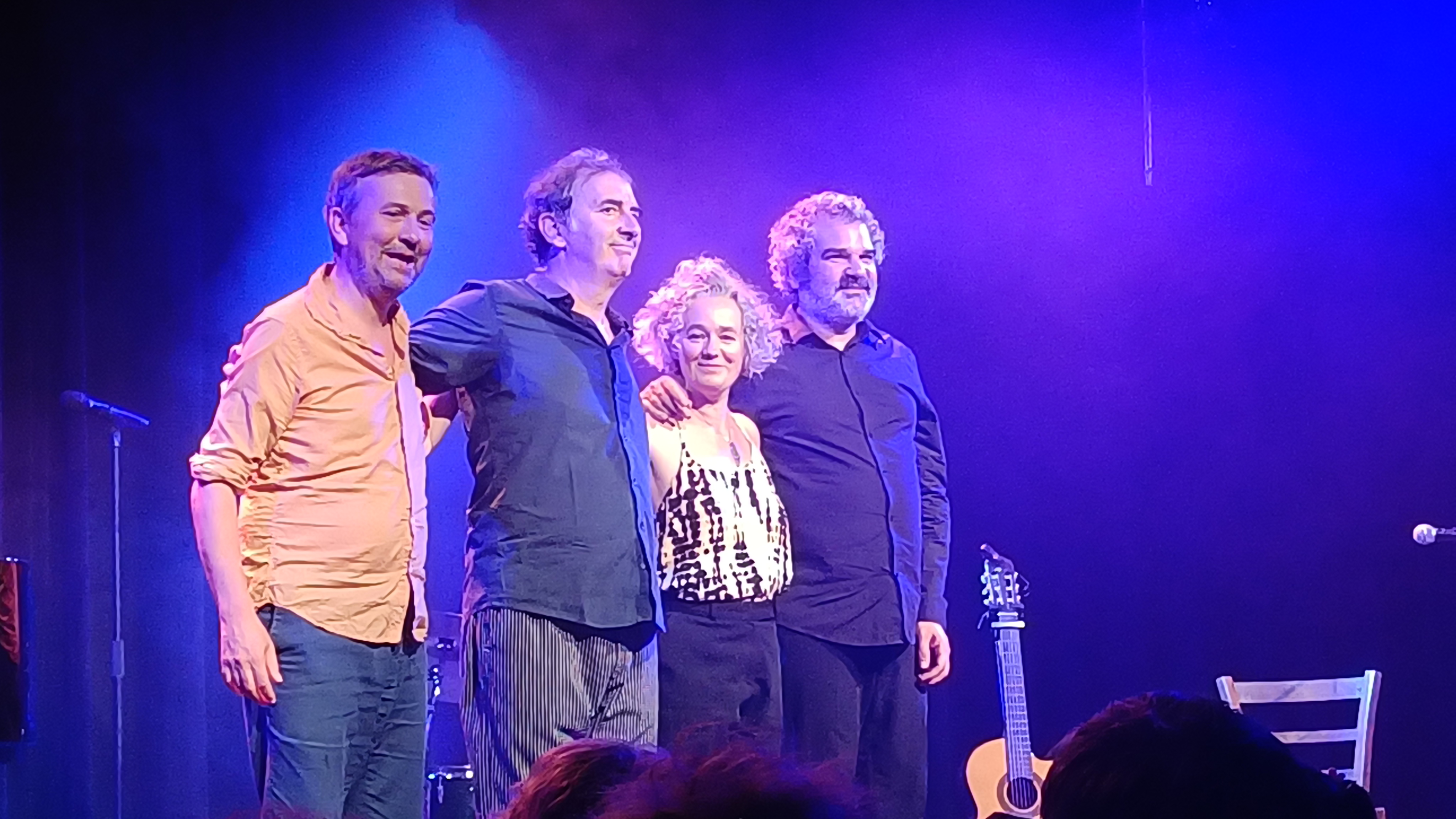
Salut lors du concert du 14 Septembre 2022 à Montreuil.

## Radio
- Entre juillet et septembre 1995 : C'est mieux que rien, série d'entretiens avec un invité
- Depuis septembre 2009 : le billet de François Morel sur France Inter[19]
- 2010 : Toutes nos pensées, avec Olivier Saladin sur France Inter, réalisation de Cyril Métreau.

## Publications
- 1996 : Meuh, Paris, Ramsay-Archimbaud; édition de poche, Paris, Presses Pocket, 1996.
- 1999 : Les Habits du dimanche, Paris, Le Rocher-Archimbaud,  (ISBN 978-2-268-03116-3), édition de poche, Paris, Presses Pocket, 2000.
- 2000 : À pas d’oiseau, Paris, Le Rocher-Archimbaud,  (ISBN 978-2-268-03780-6).
- 2003 : Les Compliments, Paris, Le Rocher  (ISBN 978-2-268-04483-5).
- 2008 : François Morel farceur enchanteur, Toulouse, éditions de l'Attribut  (ISBN 9782916002101).
- 2009 : Bien des choses, dessins de Pascal Rabaté, Paris, Futuropolis  (ISBN 9782754803144).
- 2010 : Hyacinthe et Rose[20], peintures de Martin Jarrie, Paris, Éditions Thierry Magnier  (ISBN 9782844208262) - album-CD avec les textes lus par François Morel, mis en musique par  Antoine Sahler[12], Thierry Magnier, 2013  « Mention » Fiction 2011, Foire du livre de jeunesse de Bologne[21] - Prix Saint-Fiacre 2011[22].
- 2011 : L’Air de rien : chroniques, Paris, Denoël/France Inter  (ISBN 978-2207109366).
- 2012 : Raymond Devos : La raison du plus fou, Paris, Le Cherche Midi  (ISBN 978-2-7491-2655-5).
- 2013 : La Vie des gens[23], peintures de Martin Jarrie, Éditions Les Fourmis Rouges.
- 2013 : La Fin du Monde est pour Dimanche, Les Solitaires Intempestifs.
- 2013 : Samir le fakir, participation à l'album Enfantillage 2 de Guillaume Aldebert.
- 2013 : Je veux être futile à la France, Paris, Denoël/France Inter.
- 2015 : Je rigolerais qu’il pleuve. Chroniques 2013-2015, Paris, Denoël/France Inter.
- 2015 : Portraits crachés[24] avec Jean-Claude Morchoisne, Glénat.
- 2017 : Jamais la même chose, Chroniques 2015-2017, Paris, Denoël/France Inter.
- 2017 : La Vie (titre provisoire) incluant le Grand Livre du spectacle, Sony/Hachette
- 2018 : C'est aujourd'hui que je vous aime[25], dessins de Pascal Rabaté, Éditions Les Arènes.
- 2019 : Je n'ai encore rien dit, Chroniques 2017-2019, Paris, Denoël/France Inter.
- 2020 : Dictionnaire amoureux de l'inutile, Plon ; avec Valentin Morel.
- 2020 : Au comptoir des philosophes, Philosophie magazine ; avec Victorine de Oliveira[26].
- 2020 : Le Téléphone du père Noël, avec Lili la baleine, éditions Michel Lafon.
- 2021 : Un pays grand comme le monde, Actes sud.
- 2022 : Grâces matinales, Bouquins.
- 2022 : Ça va aller, Pocket.

## Distinctions

### Récompenses
- Foire du livre de jeunesse de Bologne 2011 : « Mention » Fiction[21], pour Hyacinthe et Rose, texte de François Morel, peintures de Martin Jarrie
- Prix Saint-Fiacre 2011[22], pour Hyacinthe et Rose, texte de François Morel, peintures de Martin Jarrie
- Prix Alphonse-Allais 2012 « pour l'ensemble de son œuvre ».
- Palmarès du théâtre 2013 : Prix de la comédie pour sa carte blanche à La Pépinière de Paris
- Prix Raymond-Devos 2013
- Grand prix de l’ Académie Charles Cros 2017 pour son album La vie (titre provisoire)
- Coup de coeur Jeune Public printemps 2018 de l'Académie Charles-Cros pour Un conte peut en cacher un autre[27].
- Molières 2019 : Molière du comédien dans un spectacle de théâtre public pour J'ai des doutes
- Prix Humour Sacd 2019

### Décoration
- Commandeur de l'ordre des Arts et des Lettres. Il est promu au grade de commandeur par l’arrêté du 31 août 2018[28]. Il est officier en 2013

## Documentaire
- Philippe Lallemant, François Morel : voilà... c'est tout, France 5, 2021[29].